# Аронов, Анатолий Борисович
Анатолий Борисович Аронов (род. 16 декабря 1956 года, Москва, СССР) — общественный деятель и бизнесмен.

## Биография

### Семья
Анатолий Борисович Аронов происходит из династии потомственных мастеров-часовщиков. Его отец и дед были одними из самых известных в Москве представителей этой профессии. Жена — Пекарская Марианна Марленовна, исполнительный директор и учредитель Первой патентной компании.

### Образование
После окончания средней школы поступил в МГУ для обучения по специальности «Почвоведение и агрохимия»; окончил курс в 1979 году, получив профессию почвоведа. Далее продолжил образование в Московском областном общественном институте патентоведения, который окончил с отличием в 1983 году по специальности «Патентовед ВОИР». Параллельно в 1983 году окончил с отличием Университет Марксизма-Ленинизма МК КПСС, Люберецкий филиал, отделение международных отношений. Одновременно проходил обучение в Московском технологическом институте (1981—1985), который также окончил с отличием, по специальности «Экономика и организация бытового обслуживания», инженер-экономист. В 1988 году с отличием окончил Российский государственный геологоразведочный университет имени Серго Орджоникидзе, получив специальность «Геологическая съёмка, поиски и разведка месторождений полезных ископаемых» (горный инженер).

## Деловая карьера
Начал деловую карьеру в советские годы, занимаясь спекуляцией. Со времён перестройки является разработчиком множества идей для стартапов, бизнес-тренером, организатором и основателем огромного количества фирм, компаний и фондов. По данным интернет-ресурса BRC, Аронов Анатолий Борисович является руководителем 1081 юридических лиц (с 2016 года, а до этого времени — нескольких тысяч). В 1998 году основал журнал «Моделизм — спорт и хобби», в котором работал главным редактором (закрыт в 2005 году). Во время подготовки к паралимпиаде в Сочи Анатолий Борисович в качестве президента Первой патентной компании подготовил с сотрудниками документы для регистрации в Роспатенте двух любопытных технических устройств, одно из которых значительно облегчило жизнь спортсменам-паралимпийцам на соревнованиях, а другое превратилось в один из олимпийских сувениров. Часто выступает в качестве эксперта в СМИ по вопросам интеллектуальной собственности. Среди его известных воплощённых и фейковых бизнес-идей — спортивная школа им. Аделины Сотниковой, мороженое «Замороженный Донбасс», сувениры с «На донышке», «Кофе-пиг», бренд и логотип «Диванные войска», блогерское кафе «Одуван-Варлам», экскурсии по местам коррупционеров, «Банк для бедных», подал идею и теперь является партнёром ресторана «В темноте?!». Также им бесплатно зарегистрирован товарный знак «Ералаш», зарегистрировано имя Иосифа Кобзона в качестве общеизвестного товарного знака, создан проект «Еврейская мама», он консультировал представителей Либерально-демократической партии в плане создания её молодёжного крыла и подал иск в суд на мессенджеры WhatsApp, Viber, Skype и Teleport.

## Критика
Отношение прессы и бизнеса к Анатолию Аронову неоднозначно. Его называют эксцентриком, «разрывателем шаблонов», непревзойденным мастером фэйковых новостей, Остапом Бендером и бароном Мюнхгаузеном нашего времени. Визитки Аронова А. Б. — двухдолларовые купюры, на которых изображены разноцветные оттиски с контактами. Его фантастическим новостями заполнен интернет, телевидение делает по таким новостям «сенсационные» репортажи. Особенно прославились «Эвтаназия-туры», кафе «Жиртрест», вино Dimon и «Асад-тур». Самые большие претензии к Аронову были у налоговых органов, ведь именно он — изобретатель и организатор «ароновских» фирм-однодневок, оказавших большое влияние на экономику России